# Erdsicht

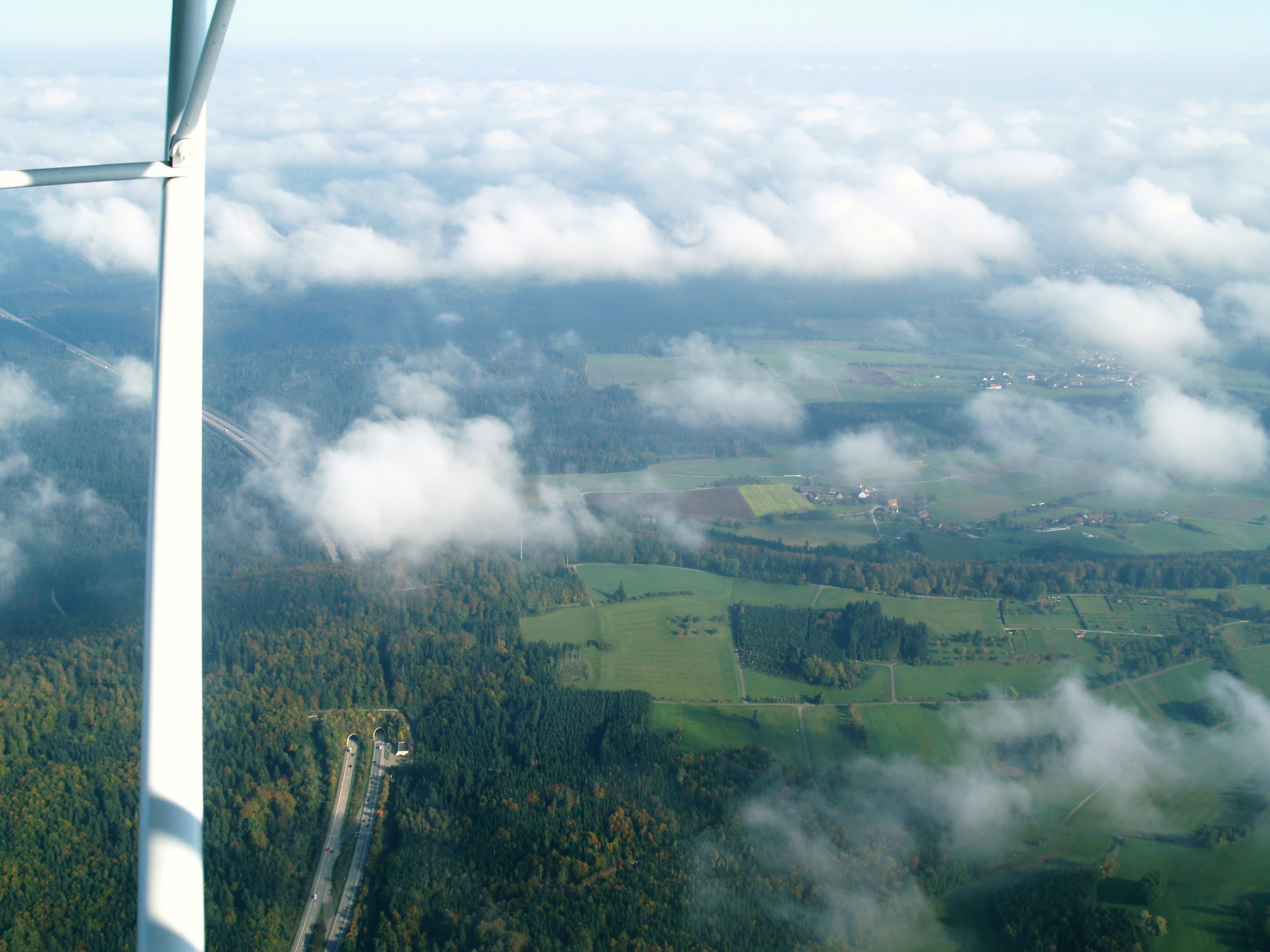
Noch besteht Erdsicht, weiter hinten möglicherweise nicht mehr, wenn sich dort die Wolkendecke schließt

Erdsicht (englisch ground in sight) bedeutet in der Fliegersprache, dass aus dem Cockpit eines fliegenden Luftfahrzeuges die darunter befindliche Erdoberfläche sichtbar, also nicht von Wolken oder Nebel verdeckt ist.
Im weiteren Sinne kann – analog zur Flugsicht – unter Erdsicht auch die Sichtweite in Richtung Erdboden, bzw. die Flughöhe, ab der im Sinkflug der Boden sichtbar wird, verstanden werden. Etwas ganz anderes ist dagegen die Bodensicht (englisch ground visibility), womit die horizontale Sichtweite auf einem Flugplatz bezeichnet wird.

## Bedeutung für die Luftfahrt
Besondere Bedeutung kommt der Erdsicht beim Sichtflug zu, wo der Erdboden, vor allem der sichtbare Horizont, den wichtigsten Anhaltspunkt zum Einhalten der richtigen Fluglage darstellt. Auch eine rein auf Sicht basierende Navigation anhand von Bodenmerkmalen ist ohne Erdsicht nicht möglich. Bei Flügen in niedriger Höhe, etwa beim  Landeanflug, ist Erdsicht außerdem eine Voraussetzung dafür, Sicherheitsabstände zu Luftfahrthindernissen zuverlässig einzuhalten.
In bestimmten Luftraumklassen dürfen Sichtflüge nur mit Erdsicht durchgeführt werden (siehe Visual Meteorological Conditions).